# جيش الشمال (الحرب الأهلية الإسبانية)
جيش الشمال (بالإسبانية: Ejército del Norte)‏ وهو وحدة عسكرية كانت جزءًا من قوات المتمرّدين خلال الحرب الأهلية الإسبانية. تم إنشاؤه في 10 أغسطس 1936، وكان من المقرر أن يحمي الجبهة الشمالية. كان أول رئيس لها هو لواء المشاة الجنرال إميليو مولا، ووضع مقره في مدينة سرقسطة. تم حله بعد الحملة في كاتالونيا.

## البداية
بعد فشل الانقلاب في يوليو 1936، ظهرت الدلائل على صراع طويل. بسبب عدم وجود تأثير عسكري، أنشئ جيش الشمال في 17 أغسطس حيث تم تجميع جميع القوات العسكرية التي نجحت في انتفاضتها في غاليسيا وقشتالة القديمة وليون ونافارا وألافا وأراغون. وأصبح الجنرال إميليو مولا مدير مؤامرة الانقلاب القائد الأعلى لكل من الجيش الجديد والمنطقة الشمالية المتمردة بأكملها. وبعدها صار مولا مسؤولًا أيضًا عن جميع جبهات قيادات الفرق القديمة، السادس والسابع والثامن للفرقة الجديدة التي أنشئت في سوريا والجيش الأفريقي وجيش المشاة المغربي.